# 高麗英宗
高麗英宗（：／ Goryeo Yeongjong；1223年8月—1274年後），名王淐（：／ Wang Chang），初名王侃（：／ Wang Gan），是高麗的安慶公。死後廟號英宗。
高宗薨後，林衍在1269年6月11日廢元宗，立元宗之弟王淐為王，同年11月蒙古遣使詰問權臣林衍並廢王淐，復立元宗，後追諡為英宗。
恭讓王三年（1391年），禮曹上奏王淐是林衍簒立，不應該上廟號及致祭，恭讓王從之。

## 家庭
- 祖父：高麗康宗
- 祖母：元德太后柳氏
- 外祖：高麗熙宗
- 外祖母：成平王后任氏
  - 父：高麗高宗
  - 母：安惠太后柳氏
    - 兄：高麗元宗
    - 姊妹：壽興宮主
      - 子：漢陽侯 王儇
      - 媳：明順院妃（高麗忠烈王之女）
      - 子：桂陽侯 王侊

| 高麗英宗        |                     |                 |
| 前任： 高麗元宗 | 高麗王朝國王 1269年 | 繼任： 高麗元宗 |

1. ↑  《高麗史節要·卷之三十五·恭讓王[二]》：「禮曹啓曰，安慶公淐，以元宗母弟，擅自簒立，不當稱爲英宗，今遇忌日致祭，有乖大義，請罷之，且忠肅王妃洪氏，乃忠惠王恭愍王之母后，忠惠王妃尹氏，乃忠定王之母后，以正統君王有後之妃，迄今不祀，實爲闕典，乞兩妃忌日及眞殿祭享，悉倣近代先后禮，從之。」